# Charles Blount, VIII barón de Mountjoy
Charles Blount, VIII barón Mountjoy y I conde de Devonshire (1563 - 3 de abril de 1606), fue un noble y militar inglés que ejerció el cargo de Lord Diputado de Irlanda bajo el reinado de Isabel I de Inglaterra, y el de Lord Teniente de Irlanda con Jacobo I de Inglaterra.

## Primeros años
Nieto de William Blount, IV barón de Mountjoy, Charles fue uno de los más notables poseedores del título. Su atractivo físico le granjeó el favor de Isabel I y los celos de Robert Devereux, II conde de Essex, con el que llegó a batirse en duelo, aunque luego se convirtieran en amigos íntimos. Entre 1586 y 1598, Charles pasó largas temporadas en el continente, donde sirvió en los Países Bajos y en la Bretaña francesa. Participó junto a Essex y sir Walter Raleigh en la expedición a las Azores de 1597, junto con su pariente Sir Cristopher Blunt, que estaba casado con Lettice Knollys, madre de Essex, junto al que sería ejecutado años después.

## Irlanda
En 1600, Mountjoy fue nombrado Lord Diputado de Irlanda en sustitución de Devereux con el encargo de poner fin a la Guerra de los Nueve Años. El empleo continuado de tácticas de tierra quemada en el Úlster consiguió debilitar a las tropas irlandesas lideradas por Hugh O'Neill y en julio de 1601 consiguió desembarcar en Lough Foyle, cerca de Derry, estrechando el cerco sobre los rebeldes. En diciembre de ese mismo año, el desembarco de una fuerza española de auxilio a los irlandeses en Kinsale, condado de Cork, obligó a Mountjoy a desplazarse al sur, logrando derrotar a la coalición hispano-irlandesa en la Batalla de Kinsale en los primeros días de 1602, lo que significó el principio del fin de la guerra. Finalmente, el 30 de marzo de 1603, seis días después de la muerte de Isabel I, O'Neill se rindió a Mountjoy en Mellifont, cerca de Dundalk. Mountjoy continuó desempeñando sus funciones, ahora con el título de Lord Teniente hasta 1604. Concedió amnistía general a los rebeldes y acordó la paz en condiciones muy honorables, lo que le valió severas críticas desde Inglaterra.

## Últimos años
A su regreso a Inglaterra, Lord Mountjoy formó parte del tribunal que juzgó a Sir Walter Raleigh en 1603. El mismo año, Jacobo I de Inglaterra le nombró Señor de la Ordenanza y Conde de Devonshire, otorgándole extensas posesiones.
Hacia el final de su vida, el 26 de diciembre de 1605 en Wanstead House cerca de Londres, en una ceremonia llevada a cabo por su capellán William Laud, posteriormente Arzobispo de Canterbury, se casó con su amante de larga data Penelope Devereux (fallecida el 7 de julio de 1607), Exesposa de Robert Rich, 3.er barón Rich (más adelante 1.er conde de Warwick) y hermana de Robert Devereux, II conde de Essex. Después de la ejecución de su hermano en 1601, Lord Rich se divorció de ella en los tribunales eclesiásticos. El matrimonio se llevó a cabo en desafío de la ley canónica, y resultó en la desgracia de ambas partes, que fueron expulsados de la corte real por el rey Jacobo. La pareja continuó viviendo juntos como marido y mujer con sus hijos ilegítimos hasta su muerte unos meses más tarde.
Penelope tuvo los siguientes hijos de Charles Blount:
- Mountjoy Blount, I Conde de Newport (1597-1663)
- Elizabeth Blount
- John Blount
- Ruth Blount

Al no tener herederos legítimos, los títulos nobiliarios hereditarios se extinguieron a su muerte.